# Carolyn Curl
Pour les articles homonymes, voir Curl.
Carolyn Curl (Curl-Skyer), née le 13 mai 1965 à Hinsdale (États-Unis), est une skieuse de vitesse américaine.

## Biographie
Elle est 5 fois consécutivement vice-championne du monde de 1996 à 2000.
En 1997 à Vars, elle devient recordwoman du monde avec une vitesse de 231,66 km/h. 
Cette même année à Vars, elle devient aussi recordwoman du monde de descente sur neige en  vélo tout-terrain avec une vitesse de 196,34 km/h.